# 額田郡一揆
額田郡一揆（ぬかだごおりいっき）は、室町時代の寛正6年（1465年）に三河国額田郡（愛知県岡崎市）で、元室町幕府奉公衆・元足利将軍家被官衆とされる武士の一団が幕府に対して起こした反乱。『今川記』ではこの一揆を起こした武士達は吉良氏の元被官であったとする。幕府の命を受けた松平氏・戸田氏および今川氏によって鎮圧され、この恩賞により松平氏は西三河において、戸田氏は東三河において新たな所領を得て、その後の発展の契機になった。

## 一揆の経過
『今川記』によれば一揆の発生した当時の三河では、将軍家御一家たる吉良氏が東条家・西条家に分かれて対立抗争を繰り返し、国内の国人・地侍衆も両派に分かれて幾度も戦っていたという。この結果、吉良氏惣領の西条家（上吉良とも）の権威は失墜し、これらの国侍達は西条家側・東条家側を問わず吉良氏の下知に従う者がほとんど居なくなる状況であった。
こうした中で、寛正6年の三河額田郡内において、大場次郎左衛門・丸山中務入道父子・梁田左京亮等の侍たちが井口砦（岡崎市井ノ口町）に籠居して武装蜂起し、京都の幕府の威令に服さず近国の尾張国（守護は斯波氏）・駿河国（守護は今川氏）にも音信はなく、ただ「鎌倉殿」＝古河公方足利成氏の命であると称して、域内の主要な道を封鎖して京都への租税等官物を奪うなどの狼藉を働いていたという。このため幕府は、同年4月29日（新暦5月24日）付けで奉書を発して三河守護細川成之に鎮圧を命じ、成之は三河に発向し、国内の有力国人である西郷六郎兵衛・牧野出羽守の両名にも出陣を命じた。西郷氏・牧野氏は数百の軍勢で三日三晩、一揆側の本拠地・井口砦を攻めて陥落させたが、なぜか一揆の大将分を全て取り逃してしまった。
そこで、幕府は代わりに同国の松平和泉入道・戸田弾正父子に新たに鎮圧を命じたが、松平氏等の動きは精彩を欠き、松平氏親類・被官そして戸田氏も一揆側を放置または加担する動きを見せたので、却って一揆勢は郡内各所に再び立ち戻って狼藉を繰り返した。すなわち戸田氏知行所内の大平郷（岡崎市大平町）を徘徊したり、松平氏領内に砦を築いて立て籠もる有り様で、いまだ鎮圧のできないまま時日が経過した。
業を煮やした成之は被官・飯尾彦六左衛門を幕府政所執事・伊勢貞親のもとに派遣して、伊勢氏被官である松平氏等が一揆勢の狼藉を許している状況を訴えた。貞親は奉行人・蜷川親元に一揆の鎮圧を督促する内容の奉書数通を松平氏・戸田氏ら宛に作成させて成之に渡した。これらが三河守護成之から伝達されると、両氏は一転、激しく一揆勢の拠点を攻め立てた。結果、大場次郎左衛門は深溝で松平大炊助に討たれ、丸山中務も大平郷で戸田氏が討ち取った。また、三河国外への逃亡を図った芦谷助三郎・大場長満寺らは駿河の今川領内丸子（静岡市駿河区丸子）において今川義忠に討ち取られ、その他に賊徒5名を捕らえて京へ護送した。これによって一揆はようやく終息した。

## 一揆の構成員と討伐軍の主将
『今川記』では吉良家の元被官衆のように説明される一揆勢の主要構成員は、『親元日記』中の「額田郡牢人交名之注文折紙」にその名が列記されるが、現代の研究者達の分析では、かつて室町幕府の奉公衆や将軍家・鎌倉公方の被官衆の経歴を持つ地侍・小領主と推定されている。一方、現地で討伐に当たったのは、『今川記』に列挙された氏名から室町幕府の有力者伊勢氏の被官および元守護職との被官関係を指摘される三河国内の有力国人たちと考えられている。

### 一揆側
| 一族名            | 参加者                          | 根拠地        | 現在地名         | 推定出自                                 | 最期の模様                                    |
| ----------------- | ------------------------------- | ------------- | ---------------- | ---------------------------------------- | --------------------------------------------- |
| 大場氏 （大庭氏） | 次郎左衛門尉 長満寺             | 深溝城 長満寺 | 額田郡幸田町深溝 | 足利氏被官 次郎左衛門尉弟                | 深溝城で討死 駿河国丸子（静岡市駿河区）で討死 |
| 丸山氏            | 中務入道子 彦次郎 他に出家者2名 | 丸山城        | 岡崎市丸山町     | 幕府奉公衆 中務入道弟 いずれも中務入道弟 | 大平郷（岡崎市大平町）で討死                  |
| 梁田氏            | 左京亮                          | 高力郷        | 額田郡幸田町高力 | 下野国梁田郷 元鎌倉公方足利氏被官        |                                               |
| 高力氏            | 某                              | 高力郷        | 額田郡幸田町高力 | 宇利熊谷氏末流梁田氏庶流 足利氏被官      |                                               |
| 芦谷氏            | 助三郎 同人弟？                 | 芦谷郷        | 額田郡幸田町芦谷 | 足利氏被官                               | 駿河国丸子で討死                              |
| 尾尻氏            | 某 七郎太郎                     | 尾尻村        | 岡崎市竜泉寺町   | 足利氏被官 尾尻某の弟                    |                                               |
| 黒柳氏            | 某                              | 土呂郷        | 岡崎市福岡町     | 足利氏被官（下河辺氏庶流）               |                                               |
| 片山氏            | 某                              | 秦梨郷        | 岡崎市秦梨町     | 足利氏被官粟生氏庶流                     |                                               |

- 注）「最期の模様」で空欄の者は討死（丸山中務本人など）、もしくは捕縛（5名）・自害（1名）に含むと考えられる。

### 討伐軍側
| 一族名 | 武将名                              | 根拠地       | 現在地名     | 出自               |
| ------ | ----------------------------------- | ------------ | ------------ | ------------------ |
| 松平氏 | 和泉入道信光 大炊助元芳（信光の子） | 岩津城       | 岡崎市岩津町 | 政所執事伊勢氏被官 |
| 戸田氏 | 弾正少弼宗光                        | 碧海郡上野荘 | 豊田市上野町 | 政所執事伊勢氏被官 |
| 牧野氏 | 出羽守某                            | 牧野城？     | 豊川市牧野町 | 一色氏被官         |
| 西郷氏 | 六郎兵衛某                          | 岡崎城       | 岡崎市康生町 | 仁木氏被官         |
| 今川氏 | 義忠                                | 駿河国駿府   | 静岡市       | 駿河国守護職       |

### 一揆勢主要構成員の出自
- 大場（大庭）氏 ：正慶元年（1332年）に大場朝泰という人物が深溝に移住してきたという日蓮宗・長満寺の縁起や観応元年（1350年）の『額田郡一揆交名』に「大庭弥平太氏景」とその名が見出される。また、『太平記』（巻28）にも大庭氏は観応の擾乱以前には当時の三河守護・足利高氏の被官として現れるので[注釈 2]、寛正の一揆の大場氏もその子孫と推定され、また足利氏下級被官衆として深溝城中心に存在したと考えられる。
- 梁田氏 ：梁田氏も観応元年（1350年）の『額田郡一揆交名』に「梁田平太資国」と名が見え、梁田左京亮某もその子孫とされる。下野国足利荘梁田郷を本貫とする足利氏被官衆・梁田氏で鎌倉公方衆を務めた一族のうち、三河国に所領を受けた庶家と推定されている。
- 丸山氏 ：室町幕府の『文安番帳』・『永享番帳』に「丸山孫三郎」、『康正引付』の「丸山 掃部助」の名が見える。『三河国二葉松』には現在の岡崎市丸山町にある城跡が「丸山中務」のものと記されており、丸山氏はここを本拠とする幕府奉公衆であると考えられている。
- 高力氏 ：高力氏は梁田氏の同族という。足利尊氏の家臣・熊谷直鎮を祖とする宇利熊谷氏の末裔・熊谷正直が初め梁田氏を称したが、後に西三河の高力郷に移住し、その子・重長に至り高力を称し、またその母は梁田与次郎某の娘と伝わる（『寛永諸家系図伝』・『寛政重修諸家譜』）。
- 芦谷氏 ：深溝城と高力郷の間に位置する芦谷郷は『康正引付』に「天花寺領」とされ、芦谷氏はその代官であったとみられる。この芦谷に居住したという芦谷助三郎兄弟はその地の小領主の子孫らしい。
- 尾尻氏 ：尾尻某父子は近世まで存在した尾尻村の当時の領主であり、その先祖は時期が不明であるが関東から三河に所領を受けた足利氏被官衆の一つと推定されている。

## 一揆発生の背景
『今川記』はこの一揆の大将分たちを吉良氏の元被官とみているが、このことに関連する事実として、嘉吉元年（1441年）には東条家当主の吉良持助が出奔する事件が発生している（『建内記』嘉吉元年六月二三日条）。かつて関東における永享の乱で敗死した鎌倉公方足利持氏の遺児春王丸・安王丸を奉じて結城氏朝が起こした永享12年（1440年）の結城合戦において、三河国内で東条家がこれらの反幕府勢力と内通していたためとされる。結城合戦にも生き延びた持氏の末子・成氏への討伐について、長禄2年（1458年）にはその吉良持助が意見書を提出している（「下吉良殿、依関東出陣之事、以状被白也」『蔭涼軒日録』長禄二年一二月二日条）。
一方、新行紀一は『新編 岡崎市史 -中世2』において額田郡一揆の主要構成員は幕府奉公衆または下級の将軍家被官たちとし、対立する堀越公方足利政知に加担する今川義忠の後方攪乱を企図して、成氏が額田郡のこれら奉公衆を蜂起させたとしている。また、所理喜夫の『徳川将軍権力の構造』の所論によれば奉書に見られる「牢人交名（ろうにんきょうみょう）」という表現から、一揆の首謀者たちは一揆発生時点ではとくに被官関係を持っていなかった国人・地侍層が起こした国人一揆とする。
これらの説に対して更に平野明夫は、将軍家の意向により、持氏の残党を匿った疑いで三河守護一色義貫が追放され、阿波細川氏を新守護に就任させるその過程で、同国内に生じていた軋轢や利害に絡んで不満を持った武士達を斯波義廉や成氏が反伊勢氏勢力として結集・蜂起させたとみる（平野は伊勢貞親と蔭涼軒主季瓊真蘂が寛正5年（1464年）に斯波義敏と結び、翌6年にその義敏が上洛すると、成氏と利害の一致する斯波義廉が10月より本格的対抗を始めたとする家永遵嗣の説を挙げて、額田郡一揆はその対抗策の一つであったとする）。

## 一揆鎮圧後の影響
松平氏は親氏・泰親の2代は有徳人として京都・近江での活動や在地・三河国内では土地の買得などによる、非軍事的な勢力の拡大を基礎に幕府政所執事・伊勢氏との被官関係を結び、額田郡内における領主権は主筋の伊勢氏を背景に獲得したものであったが、伊勢氏の命を受けたこの一揆討伐では本格的な軍事行動によって鎮圧に成功し、松平氏は在地三河での領主的存在感を示すことが出来た。またその論功行賞として松平氏としては初めて、幕府から深溝をはじめとする数カ所の所領を与えられた。これらは後に松平氏が三河国において戦国大名化するための足がかりとなったと言える。
戸田氏は従来の所領である西三河の上野荘や尾張知多郡の河和（愛知県知多郡美浜町河和）・富貴（知多郡武豊町富貴）に加えて、東三河の渥美郡田原（田原市）付近に恩賞の地を得た事が、その後、更なる渥美郡南部への勢力拡大も相まって三河湾を挟む大きな勢力になったとされる。
今川氏は永享の乱・結城合戦とも6代将軍足利義教側として参戦しており、『今川記』にいう「牢人」の元主筋である東条吉良氏とこの当時は対立する立場であった。
また、三河は当時、将軍・義教の粛正によって守護職権を奪われた一色氏の残党勢力と、後任の守護職である細川氏の勢力が軍事対立を続けており、一色氏被官であったとされる東三河の牧野氏や、元三河守護仁木義長の元守護代・西郷氏の一族とされるこの西郷氏も鎮圧には消極的であったと考えられる。
一方、松平氏も当主信光の正室が一色氏一族の出身であった指摘や、伊勢氏の被官であることで松平氏が守護細川氏の守護職権の外側にあったことも、当初は鎮圧に消極的であった原因と推定されている。しかし、この一揆鎮圧において、松平氏が伊勢氏の命に服してにわかに立場を三河守護・細川成之側に転じて勝利したことで、恩賞に深溝・形原・竹谷・五井・長澤等の新所領を獲得に成功した。これにより、勢力を西三河のみならず東三河宝飯郡の一部にまで拡大し、各々に松平庶家を分出した。